# Le Triomphe de Zorro
Pour plus de détails, voir Fiche technique et Distribution.
Le Triomphe de Zorro (titre original : Man with the Steel Whip) est un serial américain de 12 chapitres réalisé par Franklin Adreon, sorti en 1954. Ce serial utilise un nombre considérable de stock-shots d'autres serials de Republic : Zorro le vengeur masqué, La Caravane de l'enfer et Daredevils of the West (en). Le scénario utilise l'intrigue standard du « vol de terrain » mélangée à une nouvelle version de l'histoire de Zorro (Republic souhaitait utiliser d'anciennes vidéos d'archives de leurs précédents serials sur Zorro mais avait perdu la licence du personnage).
Le serial est sorti en France sous la version d'un film de 95 minutes en 1963.

## Synopsis
Barnett, le propriétaire d'un saloon, a découvert la présence d'or sur les terres de la réserve indienne. Souhaitant se les approprier, il engage une bande de malfrats et, avec l'aide de Tosco, un indien renégat, ils lancent une série d'attaques pour faire accuser les indiens. Leur but est de créer des tensions entre les colons blancs et les indiens pour pousser ceux-ci à fuir leurs terres. Mais Jerry Randall, le propriétaire d'un ranch, s'oppose à Barnett en utilisant l'identité masquée d'un héros de légende indienne, El Latigo.

## Fiche technique
- Titre original : Man with the Steel Whip
- Titre français : Le Triomphe de Zorro
- Titre(s) français alternatif(s) : L'Ombre de Zorro, À l'ombre de Zorro, L'Homme au fouet[4]
- Titre(s) anglais alternatif(s) : Man with a Whip
- Réalisation : Franklin Adreon
- Assistant réalisateur : Leonard Kunody, Arthur J. Vitarelli
- Scénario : Ronald Davidson
- Direction artistique : Frank Arrigo, Ralph Oberg
- Décors : John McCarthy Jr., George Milo
- Costumes : Neva Bourne, Ted Towey, Adele Palmer
- Photographie : Bud Thackery
- Son : T.A. Carman, Waldon O. Watson
- Montage : Cliff Bell Sr., Joseph Harrison
- Musique : R. Dale Butts
- Producteur associé : Franklin Adreon
- Société(s) de production : Republic Pictures
- Société(s) de distribution : Republic Pictures (USA), Empire Films Ltd. (Canada), Minerva Film (Belgique, France)
- Pays d’origine :  États-Unis
- Langue originale : anglais
- Format : noir et blanc — 35 mm — 1.37,1 — son Mono
- Genre : action, aventure, western
- Durée :
  - 167 minutes (serial)
  - 95 minutes (film)
- Dates de sortie :
  - États-Unis : 19 juillet 1954
  - France : 10 juillet 1963 (Province)[4]
  - France : 13 novembre 1963 (Paris)[4]

## Distribution
- Dick Simmons (Richard Simmons) (VF : Jacques Deschamps) : Jerry Randall / El Latigo
- Barbara Bestar : Nancy Cooper
- Dale Van Sickel : Crane
- Mauritz Hugo : Barnett
- Lane Bradford : Tosco
- Pat Hogan : le Chef indien [Chs. 1, 2, 7]
- Roy Barcroft : Shériff [Chs. 8, 10-12]
- Stuart Randall : Harris
- Edmund Cobb : Lee [Chs. 2, 3]
- I. Stanford Jolley : Sloane
- Guy Teague : Price [Chs. 3, 4, 9, 11]
- Alan Wells : Quivar [Chs. 1, 5-6]
- Tom Steele : Gage
- Walter Bacon
- Gregg Barton : Stanton
- Hank Bell : conducteur de diligence (vidéo d'archive)
- Jerry Brown : Harker
- Roy Bucko
- Bob Clark : Mack
- Ray Corrigan : personnage issu de La Caravane de l'enfer (vidéo d'archive)
- Art Dillard : un des hommes de main de la grange
- George Eldredge : Clem Stokes
- Herman Hack
- Chick Hannan
- Harry Harvey : Jim Kirkwood
- Al Haskell
- Charles Haywood : un des hommes de main de la grange
- Carol Henry : Indien
- Robert 'Buzz' Henry : Orco
- Walt La Rue : villageois
- Frank McCarroll : villageois (vidéo d'archive)
- Sammy McKim : personnage issu de La Caravane de l'enfer (vidéo d'archive)
- Chris Mitchell : Sam
- Tom Monroe : ouvrier
- George Plues
- Cap Somers
- George Sowards
- Charles Stevens : Blackjack Sam
- Charles Sullivan : Mike
- Tex Terry
- Jack Tornek

## Production

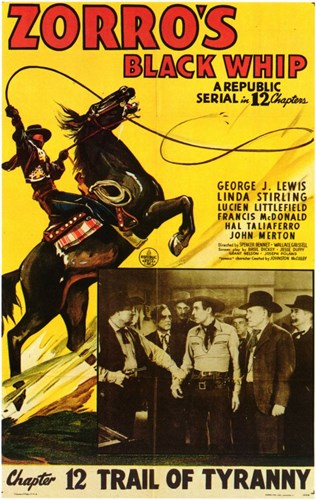
Affiche de Zorro le vengeur masqué, 1944.

Le Triomphe de Zorro est le serial le plus cher de 1954 pour Republic. Son budget fut de 174 718 $,. Il fut filmé entre le 2 mars et le 22 mars 1954 sous le titre de travail Man with a Whip. Son numéro de production fut le 1938.
Le Triomphe de Zorro a utilisé de nombreux stock-shots de précédents serials sur Zorro, également produits par Republic Pictures. Le résultat est que la forme et le costume du héros, El Latigo, n'arrêtent pas de changer entre les scènes, devenant même une femme lors des scènes issues de Zorro le vengeur masqué de 1944,.
Le serial contient de nombreuses erreurs. Ainsi Nancy, le personnage joué par Barbara Bester, appelle à l'occasion le personnage Jerry Randall, "Dick" (véritable prénom de l'acteur Richard Simmons). Cette erreur n'a soit pas été relevée soit n'a pas été volontairement corrigée avant la sortie.

## Chapitres
|    | Titre anglais        | Durée       |
| -- | -------------------- | ----------- |
| 1  | The Spirit Rider     | 20 min      |
| 2  | Savage Fury          | 13 min 20 s |
| 3  | Mask of El Latiago   | 13 min 20 s |
| 4  | The Murder Cave      | 13 min 20 s |
| 5  | The Stone Guillotine | 13 min 20 s |
| 6  | Flame and Battle     | 13 min 20 s |
| 7  | Double Ambush        | 13 min 20 s |
| 8  | The Blazing Barrier  | 13 min 20 s |
| 9  | The Silent Informer  | 13 min 20 s |
| 10 | Window of Death      | 13 min 20 s |
| 11 | The Fatal Masquerade | 13 min 20 s |
| 12 | Redskin Raiders      | 13 min 20 s |

Source :

## Accueil

### Box-office
Lors de sa sortie en France, la version film a réalisé 626 776 entrées.